# 1996년 아이스하키 월드컵
1996년 아이스하키 월드컵은 프로 아이스 하키의 프리미어 챔피언쉽이었던 캐나다 컵의 후속작이다(동계 올림픽 토너먼트와 함께 프로들과 경쟁하였다).

## 같이 보기
- 아이스하키 월드컵
- 국제 아이스하키 연맹
- 내셔널 하키 리그